# Сент-Луїс Сіті
«Сент-Луїс Сіті» (англ. St. Louis City SC) — американський професіональний футбольний клуб з міста Сент-Луїс штату Міссурі. З 2023 року почав виступати в MLS, вищій футбольній лізі США та Канади.

## Історія
У 2007 році Сент-Луїс вважався можливим кандидатом на переїзд для Реал Солт-Лейк після того, як засновник клубу оголосив, що продасть клуб, якщо новий стадіон не буде побудований. Потенційну групу власників у Сент-Луїсі очолював Джефф Купер, місцевий юрист. У 2008 і 2009 роках Купер намагався залучити франшизу розширення MLS у Великий Сент-Луїс , але його пропозиції були відхилені на користь інших міст, незважаючи на затверджені плани будівництва футбольного комплексу в Коллінсвіллі вартістю $572 млн.
У січні 2015 року з метою запобігання переїзду команди НФЛ «Сент-Луїс Ремз» було оголошено про плани будівництва у місті нового стадіону для американського футболу та європейського футболу. У травні 2015 року комісіонер MLS Дон Гарбер відвідав Сент-Луїс, щоб обговорити з місцевою владою можливості приходу ліги до міста у зв'язку з проектом нового багатоцільового стадіону. Однак Гарбер попередив, що будь-яка можлива експансія MLS в Сент-Луїс може відбутися тільки після 2020 року. У січні 2016 року «Ремз» переїхали до Лос-Анджелеса, що, за словами Гарбера, збільшило шанси Сент-Луїса на отримання франшизи MLS.
У лютому 2016 року було сформовано інвестиційну групу з лідерів місцевого бізнесу, названу MLS2STL. У листопаді 2016 року передбачувана група власників SC STL, яка змінила MLS2STL, оприлюднила план будівництва стадіону на 20 тыс. місць у Даунтауні Сент-Луїса вартістю $200 млн, $80 млн з яких мали скласти державні гроші. 3 лютого 2017 року білль зі зміненими умовами, згідно з якими на новий стадіон мало бути направлено $60 млн із міських податкових надходжень, було схвалено міською палатою олдерменів та винесено на муніципальний референдум. Проте виборці відхилили цей план на референдумі 4 квітня 2017 року, що поставило під сумнів майбутнє MLS у Сент-Луїсі.
9 жовтня 2018 року нова інвестиційна група MLS4THELOU, основу якої склали члени сім'ї Тейлор, власників компанії з прокату автомобілів Enterprise Rent-a-Car , представила новий план будівництва стадіону місткістю 20 тис. глядачів на раніше передбачуваному місці в Даунтауні Сент-Луїса, зведення якого вартістю близько $250 млн буде здійснюватися за рахунок приватних грошей. 30 листопада 2018 року палата олдерменів схвалила резолюцію щодо надання податкових пільг для передбачуваного стадіону MLS. 20 серпня 2019 року MLS офіційно оголосив про присудження місту Сент-Луїс 28-ї франшизи ліги, яка розпочне виступ у 2022 році. До складу групи власників увійшли президент фонду Enterprise Holdings Foundation Каролін Кіндл Бец та шість інших жінок-членів сім'ї Тейлор, що зробило цей клуб першим із клубів MLS, у якому більшість належить жінкам.
17 липня 2020 року MLS оголосила про зсув на рік вперед термінів вступу до ліги трьох нових клубів у зв'язку з пандемією COVID-19, у тому числі початок виступу клубу з Сент-Луїса було перенесено на 2023 рік.
13 серпня 2020 року було представлено назву клубу — «Сент-Луїс Сіті» (англ. St. Louis City Soccer Club), емблема та кольори. Кілька днів потому німець Лутц Фаненштиль, який був спортивним директором клубу Бундесліги «Фортуна» (Дюссельдорф), був прийнятий на посаду спортивного директора американського клубу.
5 січня 2022 року колишній помічник тренера південноафриканської збірної та «Нью-Йорк Ред Буллз» Бредлі Карнелл був призначений першим головним тренером команди, а 1 лютого боснієць Селмір Підро підписав контракт і став першим підписаним гравцем нової команди.